# Consejo Central (Singapur)

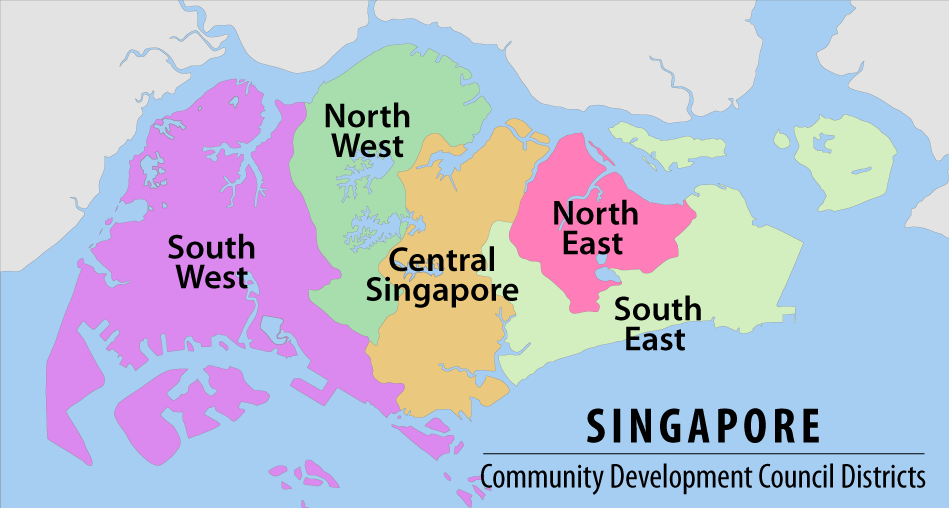
El consejo aparece nombrado como "Central Singapore" en el mapa.

El Consejo de Desarrollo Comunitario Central (abreviatura: CS CDC) es uno de los cinco Consejos de Desarrollo Comunitario (CDC) singapurenses. Estos cumplen con la función de ser la organización territorial del país asiático y han sido creados en la República de Singapur con el objetivo de facilitar la administración local de los gobiernos de turno. Son financiados en parte por el Gobierno, aunque son libres de participar en actividades para recaudar fondos.
- Datos: Q2544592